# Institut archéologique allemand
L'Institut archéologique allemand (en allemand Deutsches Archäologisches Institut, ou DAI), est un établissement scientifique allemand rattaché à l'Office des Affaires étrangères. Ses collaborateurs conduisent des fouilles archéologiques et mènent des recherches.

## Histoire et organisation
L'Institut a été fondé à Rome le 2 janvier 1829 comme Instituto di corrispondenza archeologica en partie grâce à Theodor Panofka. Le siège principal du DAI se trouve depuis 1832 à Berlin.
Le président est de 2008 à 2011 Hans-Joachim Gehrke ; Mme Friederike Fless lui succède à partir de 2011. Le président est assisté d'un secrétaire général, aujourd'hui Philipp von Rummel. Les quelques antennes et commissions sont dirigées par des directeurs ou des directrices. La direction centrale est le conseil d'administration du DAI; il rassemble dix-huit représentants de différentes disciplines archéologiques.
L'institut est organisé en plusieurs départements :
- Département eurasiatique (Eurasien-Abteilung des Deutschen Archäologischen Instituts) (Berlin), sous la direction de Svend Hansen,  et la délégation locale de Mayke Wagner
  - Représentation de Téhéran, sous la direction de Barbara Helwing
  - Représentation de Pékin, sous la direction de Mayke Wagner
- Département Orient (Orient-Abteilung des Deutschen Archäologischen Instituts) (Berlin) sous la direction de Ricardo Eichmann, et la délégation locale de Margarete van Ess
  - Représentation de Damas, sous la direction de Karin Bartl
  - Représentation de Sanaa, sous la direction d'Iris Gerlach
  - Représentation de Bagdad, sous le commissariat de Margarete van Ess
- Département d'Athènes (Deutsches Archäologisches Institut Athen), sous la direction de Katja Sporn, et la délégation locale de Reinhard Senff
- Département d'Istanbul (Deutsches Archäologisches Institut Istanbul), sous la direction de Felix Pirson, et la délégation locale de Martin Bachmann
- Département du Caire (Deutsches Archäologisches Institut Kairo), sous la direction de Stephan Seidlmayer, et la délégation locale de Daniel Polz
- Département de Madrid (Deutsches Archäologisches Institut Madrid), sous la direction de Dirce Marzoli, et la délégation locale de Thomas G. Schattner
  - Site de recherche: Lisbonne
- Département de Rome (Deutsches Archäologisches Institut Rom), sous la direction d'Ortwin Dally, et la délégation locale de Klaus Stefan Freyberger

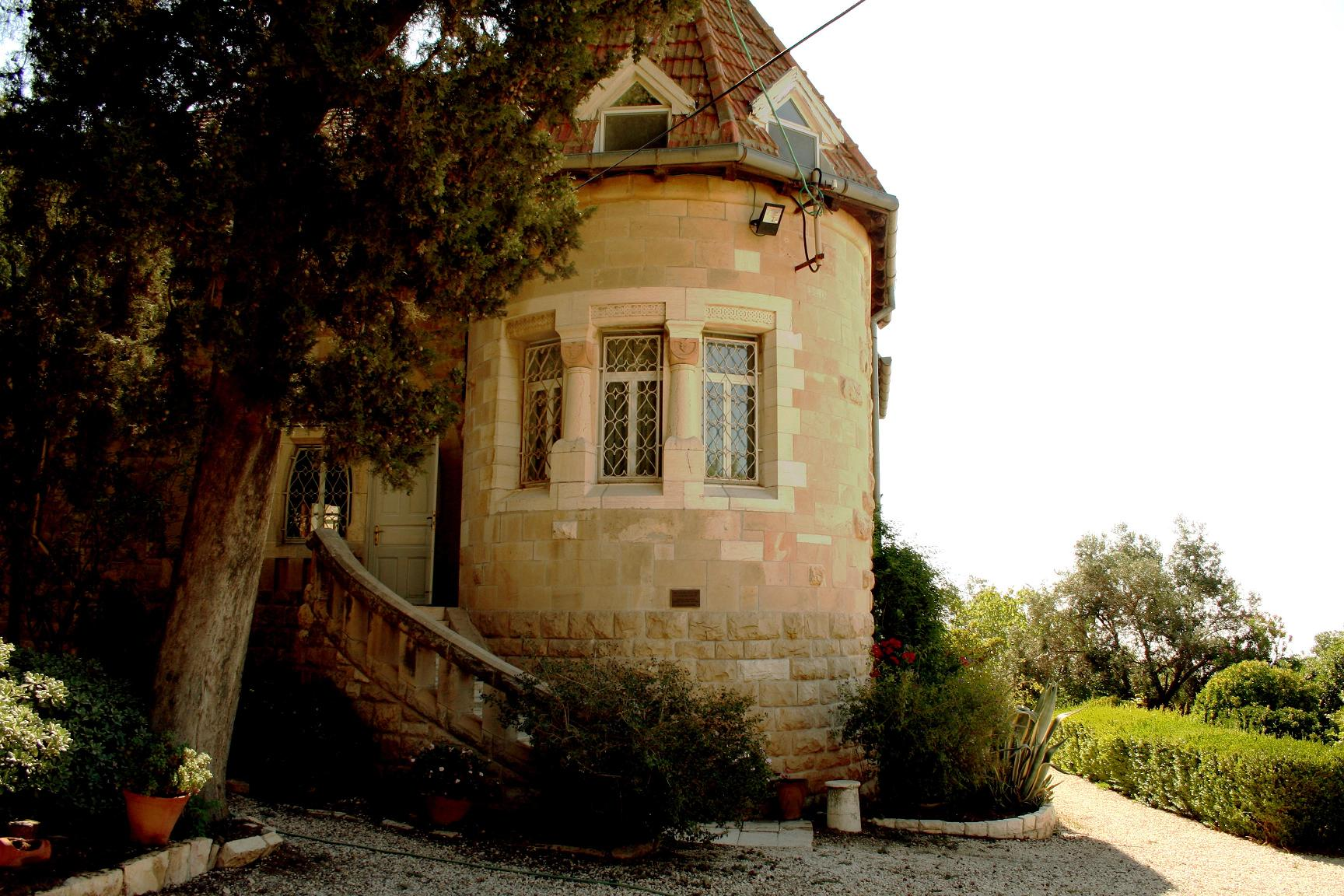
Institut de Jérusalem en 2007

Le Deutsches Evangelisches Institut für Altertumswissenschaft des Heiligen Landes (institut évangélique allemand d'études antiques de Terre Sainte), dont le siège est à Jérusalem constitue aussi un site de recherche du DAI. Le site est dirigé par Dieter Vieweger, directeur de Jérusalem et d'Amman, ainsi que de l'institut de Jérusalem. L'institut d'Amman est dirigé par Jutta Häser.

## Activités
Le DAI mène des fouilles dans les pays suivants :
- Afghanistan : Bagh-e Babur, Kaboul
- Allemagne : Dünsberg, Franken, Forum von Waldgirmes, Manching, District de Basse-Bavière
- Algérie
- Bolivie : plaine bolivienne
- Bosnie-Herzégovine: Butmir, Okolište
- Bulgarie : Iatrus-Krivina
- Chine : Fengtai
- Égypte : Abou Mena, Abydos, Bouto, Île Éléphantine, Maadi, Péluse, Siwa, Thèbes, Thèbes-ouest
- Espagne : Almería, Ambrona (Soria), Miño de Medinaceli, Empordà (Gérone), Fuente-Álamo (Almería), Guarrazar (Tolède), Madrid (Musée du Prado), Munigua (Séville), Torre del Mar (Almería), Renieblas (Soria), Casa de Pilatos (Séville), Son Fadrinet (Campos, Majorque), Valdecebadar (Olivence, Badajoz)
- Grèce : Égine (Oros), Athènes (Kerameikos), Béotie (Orchomenos), Olympie, Palairos, Plaghia, Strátos (Stratiké), Thèbes (Kabirion), Tirynthe
- Irak : Sippar (Tell Abu Habbah), Tell Harmal, Uruk (Warka), Wadi Hauran
- Iran : Arisman
- Italie : Gela, Métaponte, Ostie, Pompéi, Rome (basilique Æmilia, château Saint-Ange, Colisée), Sélinonte, Sicile, Solonte, Syracuse, Teano
- Jordanie : Aqaba (Tall Hujayrat al-Ghuzlan, Tall al-Magass), Gadara (Umm Qeis), Tell Khanasri
- Kazakhstan : Bajkara
- Liban : Baalbek, Baalbek-Douris, Tell Burak
- Maroc : Rif oriental
- Mongolie : Karakorum
- Népal : Muktinath (Népal-Himalaya)
- Oman : Oasis Al Hamra, Oasis Ibra, Oasis Tiwi, Oasis Wadi Bani Awf
- Ouzbékistan : Djarkutan
- Pakistan : Sohr Damb (Nal)
- Pérou : Nasca-Palpa
- Portugal : Vale de Rodrigo, Zambujal
- Russie : Touva (Archan), Tchitcha, Soukhanitcha, Tanaïs-Azaq (Azov)
- Sri Lanka : Alt-Ruhuna (Tissamaharama)
- Soudan : Méroé
- Syrie : Qanaouat, Damas, Resafa, Palmyre, Tall Bazi, Qreiye, Oronte, Qara, Inkhil, Soueïda, Al-Mushannaf, Isriye, Chisphin, Jabal Says
- Tunisie : Chemtou (Simitthu), site archéologique de Carthage
- Turquie : Aizanoi, Aşağı Pınar (Kırklareli), Blaundos, Didymes, Pamphylie, Pisidie, Göbekli Tepe, Gürcütepe, Hasankeyf, Hattusa (Boğazköy, aujourd'hui Boğazkale), Kanlıgeçit (Kırklareli), Karasis, Karatepe-Aslantaş, Limyra, Milet, Oylum Höyük (Kilis), Pergame, Priène, Latmos
- Ukraine : Soubotiv
- Viêt Nam
- Yémen : Jabal al-'Awd, Ma'layba, Marib (Bar'an-Tempel, Awâm-Tempel), Sabir.

### Publications du DAI
- (de) « Publications », sur « Deutsche Archäologische Institut ».